# 中吉烏鐵路
中吉烏鐵路，是一條建設中的國際鐵路，連接中國、吉爾吉斯斯坦及烏茲別克斯坦三國，旨在成為中歐班列南部通道的重要組成部分。該鐵路起自中國新疆喀什，經吐尔尕特山口進入吉爾吉斯斯坦，再向西延伸至烏茲別克斯坦的安集延，全長約523公里，其中中國境內段213公里，吉爾吉斯斯坦境內段260公里，烏茲別克斯坦境內段50公里。  
該項目自1990年代提出構想，歷經近30年談判，最終於2024年6月6日由三國簽署政府間協定，並於同年12月27日舉行啟動儀式。2025年4月，吉爾吉斯斯坦境內段的費爾干納山、納倫1號及科什特伯三座控制性隧道率先動工，標誌着工程進入實質施工階段。根據規劃，鐵路設計時速120公里，採用單線內燃機車牽引（預留電氣化條件），並設有20座車站，包括吐爾尕特口岸站、馬克馬爾換裝站及賈拉拉巴德口岸站等。  
中吉烏鐵路建成後，預計將成為中國至中亞及歐洲的最短陸路運輸通道，相比現有路線可縮短運距約900公里，節省7至8天運輸時間。此外，該項目亦被視為推動一帶一路倡議的標誌性工程，有望促進中亞地區的經濟互聯互通，並帶動沿線國家的貿易發展。2025年7月，塔吉克斯坦亦表達加入該鐵路網絡的意願，計劃通過恢復既有鐵路連接，進一步擴展區域運輸走廊。

## 設計
根據規劃，中吉烏鐵路的大致路线是：喀什，吐尔尕特（Torugart），阿尔帕（Arpa），马克马尔（Makmal），贾拉拉巴德（Jalal-Abad），安集延（Andijan）。线路衔接中国境内段，起始自中吉边境的吐尔尕特山，经阿尔帕翻越莫尔多套山后，跨越阿拉布卡河至马克马尔设换装站，随后向西翻越费尔干纳山，经贾拉拉巴德后在吉乌边境附近接入既有铁路，并设贾拉拉巴德南站。
中吉乌铁路新建道路约454公里，其中吉境内段280公里。全线设计车站18座，大中型桥梁81座（长度26.1公里），隧道41处（长度120.39公里），桥隧总长146.49公里，桥隧比47%。

## 投資
项目最初的预计投资金额为113.4亿美元。
吉爾吉斯斯坦認為其主要貢獻為提供建設土地，所以投入資本的責任應該由其他持分者承擔。由于市場細小和政局不穩，吉爾吉斯斯坦吸引外資的能力非常有限，而且背負著大約五十億美元巨額債務，難以對中吉烏鐵路的項目提供財政支援，预计中国将是该铁路建设的主要出资方。
2024年4月3日，吉尔吉斯斯坦媒体消息报道，吉总理扎帕罗夫称，中吉乌铁路总投资约为80亿美元。

## 歷史
1997年，中吉烏三國於簽訂了關於連接三國鐵路的備忘錄，但一直受到俄羅斯阻礙。直至2022年俄羅斯因入侵烏克蘭遭歐美制裁，為拉攏中國與中亞國家，2022年5月30日俄羅斯總統普京與吉爾吉斯總統薩德爾·扎帕羅夫會面，扎帕羅夫向普京表示“中吉烏鐵路像空氣和水一樣重要”，普京同意不再阻礙後才得以順利推進。
2022年9月14日，中共中央总书记兼中国国家主席习近平访问乌兹别克斯坦，参加上海合作组织（SCO）峰会期间，中华人民共和国、吉尔吉斯斯坦、乌兹别克斯坦有关部门签署《关于中吉乌铁路建设项目（吉境内段）合作的谅解备忘录》。
2024年6月6日，中吉乌铁路项目中国、吉尔吉斯斯坦、乌兹别克斯坦三国政府间协定签字仪式在北京举行。 吉爾吉斯斯坦總統扎帕罗夫表示，這是三國共建「一帶一路」的旗艦工程，建成後將成為亞洲到歐洲和波斯灣國家的新運輸線，對促進沿線各國乃至整個地區互聯互通、加強經貿往來意義重大。烏茲別克斯坦總統米尔济约耶夫稱，中吉烏鐵路可打通南亞、中東國家大市場，有利於進一步擴大地區國家對華合作。
2024年12月27日，中吉乌铁路项目启动仪式在吉尔吉斯斯坦贾拉拉巴德举行。
2025年4月29日，中吉乌铁路吉尔吉斯斯坦境内段重点控制性工程费尔干纳山、纳伦1号、科什特伯3座隧道开工建设。中吉乌铁路项目正线工程进入实质性施工阶段。